# باربرا بيرس بوش

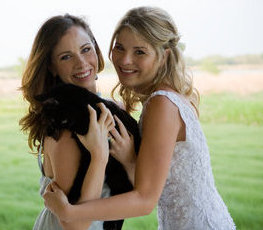
باربرا مع أختها التوأم جينا

باربرا بيرس بوش (بالإنجليزية: Barbara Pierce Bush) (وُلدت في 25 نوفمبر 1981)، هي ناشطة ومؤلفة أمريكية. شاركت في تأسيس منظمة فيلق الصحة العالمي، وهي حالياً رئيسة مجلس إدارتها، وهي منظمة غير ربحية تُعنى بتحقيق العدالة الصحية حول العالم.
باربرا هي ابنة الرئيس الأمريكي الثالث والأربعين جورج دبليو بوش والسيدة الأولى السابقة لورا بوش، كما أنها الأخت التوأم غير المتطابقة لـ جينا بوش هاغر. بالإضافة إلى ذلك، فهي حفيدة الرئيس الأمريكي الحادي والأربعين جورج هربرت ووكر بوش وزوجته باربرا بوش، التي سُمّيت تيمنًا بها.

## روابط خارجية
- باربرا بيرس بوش على موقع IMDb (الإنجليزية)
- باربرا بيرس بوش على موقع إن إن دي بي (الإنجليزية)
- باربرا بيرس بوش على موقع قاعدة بيانات الفيلم (الإنجليزية)